# Макаров, Юрий Иванович (учёный)
Юрий Иванович Макаров (6 октября 1938, Брейтово, Ярославская область — 5 июня 2015, Смоленск) — советский и российский учёный в области зоотехнии и селекции, профессор Смоленской государственной сельскохозяйственной академии, заслуженный деятель науки Российской Федерации.

## Биография
Юрий Иванович Макаров родился 6 октября 1938 года в селе Брейтово Ярославской области. В 1962 году он окончил Приморский сельскохозяйственный институт, после чего в течение восьми лет работал на краевой сельскохозяйственной станции. В 1969 году защитил кандидатскую диссертацию по теме: «Биологические и хозяйственно-полезные особенности дальневосточных пчел и их селекция». С 1971 по 1976 годы возглавлял отдел селекции Научно-исследовательского института пчеловодства Министерства сельского хозяйства РСФСР.
С 1976 года проживал в Смоленске, работал в Смоленском государственном сельскохозяйственном институте (ныне — сельскохозяйственная академия). В 1979—2008 годах заведовал кафедрой общей зоотехнии. В 1988 году защитил докторскую диссертацию по теме: «Отечественные породы пчел и совершенствование методов их разведения и селекции», в 1989 году был утверждён в звании профессора. Являлся автором более 150 научных работ, в том числе одной монографии. В 1998 году ему было присвоено звание заслуженного деятеля науки Российской Федерации.
Умер 5 июня 2015 года, похоронен на Селифоновском кладбище в Смоленском районе Смоленской области.